# Concatedral basílica de San Pedro Apóstol (Bisceglie)
La Concatedral Basílica de San Pedro Apóstol o simplemente Catedral de Bisceglie (en italiano: Basilica Concattedrale di S. Pietro Apostolo) Es la iglesia católica más importante de Bisceglie en Italia y la concatedral de la Arquidiócesis de Trani-Barletta-Bisceglie.
La catedral fue fundada, como recuerda una inscripción en letras grandes en la parte inferior del arco de triunfo de la iglesia en 1073 por el conde Pedro Norman II de Trani. La iglesia fue construida en estilo románico, y se terminó en 1295: el 1 de mayo de ese año fue consagrada solemnemente por el obispo Leone al que acompañaron otros siete obispos. Para construir el templo, no se tardó más de treinta años, pero desde 1100 hasta 1295, el edificio fue sometido a una serie continua de mejoras, mantenimiento y reformas. El edificio es de estilo románico, pero parece muy cambiado o más bien desfigurado[cita requerida] por alteraciones posteriores. La última restauración, devolvió el templo a su antigua gloria, ya que de hecho, antes de la restauración, la iglesia estaba rodeada de un estilo barroco sofocante de finales del siglo XVIII.

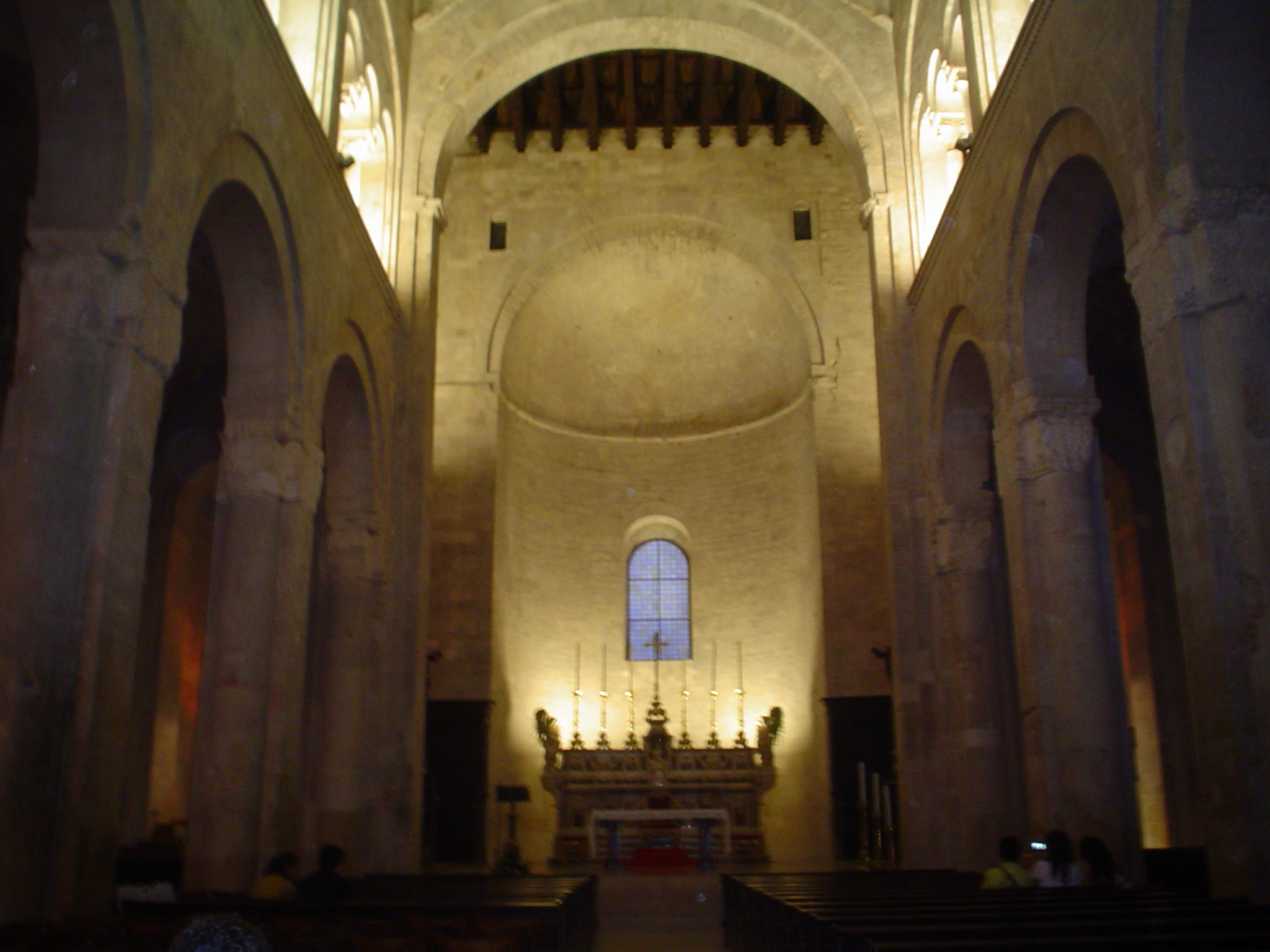
Vista interna